# Yaeji
Kathy Yaeji Lee, dite Yaeji, est une auteure-compositrice-interprète, disc jockey et productrice américaine née le 6 août 1993 à New York.

## Biographie

### Jeunesse
Kathy Yaeji Lee naît à Flushing, un quartier de l'arrondissement de Queens à New York. Elle déménage fréquemment durant son enfance, d'abord dans différents endroits de sa ville natale puis à Atlanta lorsqu'elle a cinq ans. Quatre ans plus tard, elle s'installe à Séoul en Corée du Sud d'où ses parents sont originaires.
Durant sa jeunesse, elle découvre le do it yourself et s'intéresse aux arts visuels, d'abord à la peinture puis à l'art conceptuel. Souhaitant s'orienter vers une carrière artistique, elle entre à l'université Carnegie-Mellon à Pittsburgh en Pennsylvanie où elle étudie les beaux-arts, ainsi que la culture visuelle d'Asie de l'Est et la conception de la communication (en).
Durant sa deuxième année à l'université, elle rejoint la radio WRCT (en) et découvre la scène underground de la musique électronique. Elle commence alors à mixer avec le logiciel Ableton et à produire ses propres chansons. Le premier titre qu'elle poste sur la plateforme SoundCloud est une chanson house nommée areyouami.
Après l'obtention de son diplôme, en 2015, elle s'installe à New York où elle devient assistante d'artiste et graphiste. En parallèle, elle produit de la musique électronique et continue à poster des chansons sur SoundCloud. Elle s'intègre à la scène underground new yorkaise et collabore avec le collectif Discwoman (en) pour qui elle produit un mix ainsi que la chanson Physically Sick qui paraît sur une compilation.

### Yaeji,EP2etWhat We Drew 우리가 그려왔던
Yaeji sort son premier single sous le label Godmode, New York '93, en 2016. L'année suivante, elle sort deux EPs, Yaeji (en) et EP2 (en), avant de quitter son label pour devenir une artiste indépendante. Elle figure dans la liste des quinze meilleurs nouveaux artistes de l'année 2017 publiée par le magazine The Fader et fait partie des artistes sélectionnés pour le Sound of... 2018.
En 2018, elle remixe la chanson Focus (en) de Charli XCXavant de sortir le single One More. Yaeji et Charli XCX collaborent à nouveau l'année suivante pour le titre February 2017 qu'elles interprètent avec la chanteuse Clairo sur l'album Charli. Yaeji fait partie des musiciens sélectionnés par le magazine Forbes pour figurer dans l'édition 2019 de la liste 30 Under 30.
Elle sort le single Waking Up Down en mars 2020. Il est accompagné d'un clip vidéo produit par le studio d'animation américain Studio Yotta (en). Le single suivant, What We Drew 우리가 그려왔던, sort le même mois et est illustré par un clip filmé en Corée du Sud avec le photographe Dawnqmentary et le collectif Dadaism Club. Il porte le même titre que la première mixtape de Yaeji qui sort le 2 avril 2020 sous le label XL. Elle interprète les morceaux de ce projet durant Yaeji in Place, un événement diffusé en ligne le 28 août 2020 par Boiler Room. Le même mois, elle remporte le prix de la révélation internationale lors des AIM Independent Music Awards (en).

### With a Hammer
Son premier album, "With a Hammer", sortira avril 2023. Elle sort le premier single, "For Granted", en janvier 2023. "Done (Let's Get It)" a suivi en février 2023.

## Discographie

### Mixtape
- 2020 : What We Drew 우리가 그려왔던

### EPs
- 2017 : Yaeji (en)
- 2017 : EP2 (en)